# Haluk Bayülken
Ümit Haluk Bayülken né en 1921 à Constantinople (Empire ottoman) et mort le 26 avril 2007 à Ankara, Turquie est un diplomate turc.
Il est diplômé de la faculté des sciences politiques de l'université d'Ankara. Il rejoint au ministère des Affaires étrangères. Il est secrétaire général du ministère des Affaires étrangères (1964-1966), ambassadeur de Turquie à Londres (1966-1969) et représentant permanent auprès de l'ONU à New York (1969-1971), il est ministre des Affaires étrangères (1971-1974) dans les gouvernements de Nihat Erim, Ferit Melen et Naim Talu, secrétaire général du Pacte de Bagdad (1974-1977), secrétaire général de la présidence de la république de Turquie (1977-1980). Nommé sénateur en 1980, pour six ans, par le président de la République par intérim İhsan Sabri Çağlayangil. Après le coup d'État de 1980 il devient ministre de la Défense (1980-1983). Il est élu député d'Antalya (1983-1987) sur la liste du parti de la démocratie nationaliste (MDP) mais sans étiquette. En 1986, il rejoint le DYP, il est battu aux élections législatives en 1987, en tant que candidat dans la 1re circonscription d'Istanbul.
Dès 1984 jusqu'à sa mort, il est président de Turkey Atlantic Council.